# Grodziszcze (powiat świebodziński)
Grodziszcze – wieś w Polsce położona w województwie lubuskim, w powiecie świebodzińskim, w gminie Świebodzin. W pobliżu wsi znajduje się jezioro Lubinieckie.
W latach 1975–1998 miejscowość należała administracyjnie do województwa zielonogórskiego.

## Historia i zabytki
Na terenie wsi znajdują się pozostałości średniowiecznej twierdzy - najstarszy gródek w tym miejscu pochodzi z IX wieku, był rozbudowywany co najmniej do XI wieku. 
Do wojewódzkiego rejestru zabytków wpisany jest zespół kościoła filialnego, w którego skład wchodzą:
- kościół filialny pod wezwaniem św. Jadwigi Śląskiej, murowany z XVIII wieku
- dzwonnica, drewniana, z 1859 roku
- cmentarz kościelny
- ogrodzenie, murowano-kamienne, z XIX wieku.